# زد. هیرا
زد. هیرا (به انگلیسی: Z.Hera)با نام اصلی جی هیه-ران (به انگلیسی: Ji Hye-ran) (زاده ۳ ژانویه ۱۹۹۶) خواننده، بازیگر کره‌ای است.